# Písečná (stacja kolejowa)
Písečná – stacja kolejowa w Písečnej, w kraju ołomunieckim, w Czechach. Znajduje się na wysokości 405 m n.p.m. i leży na linii kolejowej nr 292.